# Bantvāl
Bantvāl är en ort i Indien.   Den ligger i distriktet Dakshina Kannada och delstaten Karnataka, i den södra delen av landet, 1 800 km söder om huvudstaden New Delhi. Bantvāl ligger 26 meter över havet och antalet invånare är 37 619.
Terrängen runt Bantvāl är platt. Runt Bantvāl är det tätbefolkat, med 591 invånare per kvadratkilometer. Närmaste större samhälle är Mangaluru, 19,6 km väster om Bantvāl. Omgivningarna runt Bantvāl är en mosaik av jordbruksmark och naturlig växtlighet.